# سارا بارو
سارا بارو (به انگلیسی: Sarah Barrow) (زادهٔ ۲۲ اکتبر ۱۹۸۸) شناگر اهل بریتانیا است.